# San Juan de las Nieves
San Juan de las Nieves är en ort i Mexiko.   Den ligger i kommunen Copanatoyac och delstaten Guerrero, i den sydöstra delen av landet, 240 km söder om huvudstaden Mexico City. San Juan de las Nieves ligger 2 398 meter över havet och antalet invånare är 135.
Terrängen runt San Juan de las Nieves är kuperad österut, men västerut är den bergig. Runt San Juan de las Nieves är det ganska glesbefolkat, med 32 invånare per kvadratkilometer. Närmaste större samhälle är Malinaltepec, 12,4 km söder om San Juan de las Nieves. I omgivningarna runt San Juan de las Nieves växer huvudsakligen savannskog.